# Tetrastigma beauvaisii
Tetrastigma beauvaisii är en vinväxtart som beskrevs av François Gagnepain. Tetrastigma beauvaisii ingår i släktet Tetrastigma och familjen vinväxter. Inga underarter finns listade i Catalogue of Life.